# Хун Женьгань
Хун Женьгань (洪仁玕, нар.1822 — пом.23 листопада 1864) — один з провідних керівників і іделогів руху тайпінів, двоюрідний брат його вождя Хун Сюцюаня.

## Життєпис
Народився у 1822 році у повіті Хунсянь провінції Ґуандун. П'ять разів безуспішно намагався скласти іспит на нижчий вчений ступінь сюцай. Був учителем у рідному повіті Хунсянь. Слідом за Хун Сюцюанєм видалив зі школи присвячену Конфуцію табличку, за що був битий палицею і вигнаний з будинку своїм старшим братом. Також під впливом Хун Сюцюаня хрестився і одним з перших приєднався до організованого у 1843 році Товариство поклоніння Богу (байшанді-хуей кит.: 拜上帝会), яке проповідувало китаїзоване християнство на противагу офіційним релігійним формам конфуціанства, даосизму і буддизму. Після початку Тайпінського повстання у 1850 році, ховаючись від влади, Хун Женьгань у 1852 році втік до Гонконгу, де знайшов притулок у шведського місіонера Т. Хамберга кит.: 韩山文. Працював асистентом Джеймса Легга (James Legge, 1815-97).
У квітні 1859 року зумів пробратися до Нанкіну, що став столицею тайпінської Небесної держави великої рівноваги (тайпін тяньґо кит.: 太平天国) під ім'ям Небесної столиці (Тяньцзін кит.: 天京), де здобув титул Ганьского князя (Гань-ван 干王) і призначення на посаду головного міністра. Влітку 1859 року подав голові Небесної держави розлогу записку з проектом перетворення Китаю, яка була схвалена Хун Сюцюанєм і як програмний документ тайпінів видана під назвою «Цзичжен сіньпянь» кит.: 《資政新篇》 («Новий твір в допомогу правлінню»). У тому ж році Хун Женьгань провів реформу календаря і екзаменаційної системи у тайпінській державі.
Стихійну інформаційну службу він вирішив зміцнити введенням особливого наглядового інституту.
Хун Женьгань пропонував провести низку репресивних заходів: заборонити вживання опіуму, вина й тютюну; закрити буддистські і даоські монастирі, повернути до мирського життя ченців, а їх книги спалити; скасувати вуличні видовища, буддистські пости і даоські церемонії; покласти край діяльності ворожбитів-геомантів; викорінити «шкідливі», тобто нерегламентовані владою, вчення.
Поряд з іншими гуманними пропозиціями, на зразок заборони батькам топити своїх дітей і продавати їх в рабство, він піддав ревізії китайську правову традицію колективної, зокрема сімейної, відповідальності приписом «суворо розрізняти відношення до злочинця і до його родини».
Об'єктом реформ стала і літературна мова, яку планувалося наблизити до розмовної. Кроком у цьому напрямку з'явився підготовлений Хун Женьганєм разом з іншим лідером тайпінів Мен Шиюном Наказ про заборону порожніх і химерних слів, виданий у 1861 році. Після самогубства Хун Сюцюаня 1 червня 1864 року і падіння Небесної столиці 19 липня 1864 року Хун Женьгань разом з новим Небесним князем, старшим 16-річним сином Хун Сюцюаня — Хун Тяньгуйфу кит.: 洪天貴福 — відступив на південь, але у жовтні був схоплений урядовими військами і 23 листопада 1864 року страчений у Наньчані.

## Філософія
В 1861 році опублікував брошуру «Їнцзє гуй чжень» кит.: 英杰归真 («Герої повертаються до істини»), у якій доводив переваги тайпінської ідеології та практики, що було подано у формі бесід з чиновником — перебіжчиком з табору урядових сил.
Світогляд Хун Женьганя пов'язано з християнською догматикою теологічного характеру, що йшло з ідеї всезнаючого, всемогутнього й всюдисущого Бога. Проте конкретизація образу Бога як Верховного пана (шанді) виявляла в ньому риси традиційної філософії, зокрема, даосизму, натуралізму. Цей Бог «природно такий, який є» (цзижань ержань кит.: 自然而然) і "містить в собі пітьму символів, подібно Дао в «Дао де цзін». Відповідно підлеглий йому «шлях Неба природний» (тяньдао цзижань кит.: 天道自然), «справам притаманна постійна мінливість, а принципам притаманна вичерпна проникність».
У своїй основній праці «Новий твір в допомогу правлінню» Хун Женьгань стверджував, що для суспільства «головним є створення правильних законів і підбір здатних людей… Якщо спробувати виділити основні засоби досягнення цього, їх буде приблизно три: 1) зміна старих звичаїв за допомогою нових; 2) зміна старих законів за допомогою нових; 3) виховання людей за допомогою покарань. Крім усього цього, необхідно також, щоб той, у чиїх руках перебуває здійснення перерахованих трьох положень, особисто піклувався про їх поширення шляхом особистого прикладу, щиро прагнув впровадити їх у життя. Тоді низи виявляться настільки ж слухняні тим, хто стоїть нагорі, як трава слухняна вітру, і будуть наслідувати їм у всьому. В іншому ж випадку нові закони породять нові пороки, які згодом будуть помножені шляхом наслідування та будуть поширюватися до тих пір, поки не приведуть до відкритої смуті».
Розкриваючи свою тезу про «зміну старих законів за допомогою нових», Хун Женьгань виходив з переконання, що «необхідно проведення в життя законів поєднувати з просвітою і вихованням», бо «коли справа виховання поставлено добре, закони зрозумілі всім; коли закони зрозумілі всім, народові відомо милосердя правителя, і тоді люди надихають один одного, день від дня розквітають таланти і чесноти, день від дня оздоровлюються вдачі і звичаї».
Будучи одним з найосвіченіших вождів тайпінів, Хун Женьгань наполягав на тому, що «для держави первинно законодавство», яке в свою чергу повинно мати найтісніший зв'язок з «шляхом миру і серцем людини».
Закликаючи переймати позитивний західний досвід, надавав першорядне значення соціально—політичній функції системи масових комунікацій. Тому він виступав за розвиток преси, мережі поштових станцій, сухопутного і водного транспорту, дорожнього будівництва.
Визнаючи, що через свою ксенофобію Китай «уподібнився тяжкохворому, у якого відбулася закупорювання кровоносних судин і в організмі припинилося кровообіг», Хун Женьгань вірив у рятівну силу християнства і вважав, що для оздоровлення країни «спочатку потрібно здійснювати виховання людей за допомогою десяти заповідей і лише потім вдаватися до допомоги державних законів».